# エル・パルマル・デ・トロヤ
エル・パルマル・デ・トロヤ（スペイン語: El Palmar de Troya）は、スペイン・アンダルシア州セビリア県ウトレラにある地区。2018年の人口は2,729人。